# Carvacrol
Carvacrol, cymofenol of isothymol is een organische verbinding met als brutoformule C10H14O. De stof komt voor als een corrosieve kleurloze vloeistof. Carvacrol behoort tot de stofklasse der monoterpenen en kan gezien worden als een derivaat van fenol en p-cymeen. Het is een structuurisomeer van thymol.

## Natuurlijk voorkomen
Carvacrol komt van nature voor in diverse soorten etherische olie, onder andere die van oregano, tijm, majoraan, rozemarijn en roze peper.

## Synthese
Er bestaan verschillende synthesemethoden voor carvacrol:
- uit cymol, sulfonzuur en kaliumcarbonaat
- uit reactie van salpeterigzuur met 1-methyl-2-amino-4-propylbenzeen
- door langdurige verhitting van 5 equivalenten kamfer met 1 equivalent jood
- door verhitting van carvon of thymol met fosforzuur
- door dehydrogenatie van carvon met een Pd/C-katalysator.

Carvacrol wordt uit oregano-olie verkregen door de olie te behandelen met een basische oplossing.

## Toepassingen
Carvacrol wordt gebruikt als geur- en smaakstof in voedingsmiddelen, parfum en cosmetica. Het FEMA-nummer is 2245.

## Eigenschappen
Carvacrol staat al lang bekend om haar sterke werking tegen micro-organismen.
Carvacrol wordt in de Britse farmacopee van 1911 beschreven als een sterk antiseptisch middel. Een jodide van carvacrol werd gebruikt als vervanger van jodoform.
In onderzoek aan de universiteit van Wageningen in 2000 werd gesuggereerd dat carvacrol deel uit zou kunnen maken van een conserveringssysteem voor levensmiddelen. Uit ander Wagenings onderzoek bleek dat de fenolische hydroxylgroep van carvacrol essentieel is voor het bestrijden van de Bacillus cereus.
Uit onderzoek aan de universiteit van Utrecht bleek dat carvacrol minder werkzaam is bij lagere temperaturen en dat het onwerkzaam kan worden door een reactie met eiwitten uit voedsel. Uit een promotieonderzoek aan diezelfde universiteit bleek dat carvacrol een effectieve bacterieremmer is waarmee het risico op besmetting door Salmonella en E. coli in bijvoorbeeld kipfilet kan worden tegengegaan.